# Inger Bolvig
Inger Rigmor Bolvig, född 10 september 1896 i Malmö, död 14 augusti 1985, var en dansk skådespelare.
Hon var elev vid Casinoteatern i Köpenhamn och gjorde där sin debut som Palle i Gøngehøvdingen. Hon var därefter vid Odense Teater i tre omgångar 1921–1923, 1928–1933 och 1942–1943, med avbrott för engagemang vid Aarhus Teater 1925–1928 samt vid Gerda Christophersens sällskap. Från 1934 var hon åter på Casinoteatern, och var en av dess huvudkrafter under sin man Kaj Mervilds ledning. Därefter var hon vid Fønix-Teatret och åter hos Christophersen samt hos Peter Jessen. Senare var hon skådespelare och sufflös vid Folketeatret.
Bolvig var syster till skådespelaren Hilma Bolvig.

## Filmografi
- 1933 – Hemslavinnor
- 1939 – Fröken diktator